# Lettres du Congrès continental aux habitants de la province de Québec
Les Lettres du Congrès continental aux habitants de la province de Québec consistent en trois lettres publiques rédigées par le Congrès continental nord-américain les 26 octobre 1774, 29 mai 1775 et 24 janvier 1776 afin de communiquer directement avec la population de la province de Québec, l'ancien Canada, qui n'avait alors aucun gouvernement représentatif.

## Première lettre

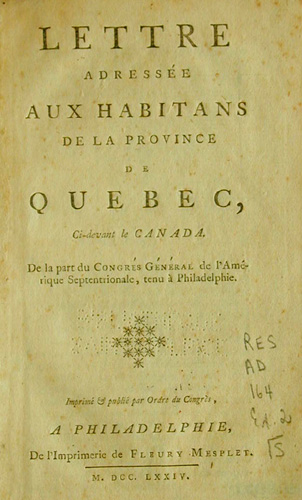
Lettre adressée aux habitants de la province de Québec, ci-devant le Canada, 26 octobre 1774

Le 21 octobre 1774, le Premier Congrès continental adopte une résolution portant sur l'envoi de lettres aux populations de la province de Québec, de l'Île St-Jean, de la Nouvelle-Écosse, de la Géorgie et des deux Florides, toutes étant des colonies non-représentées dans le Congrès. Un comité composé de Thomas Cushing, Richard Henry Lee et John Dickinson fut mis sur pied afin de rédiger les lettres. Une première ébauche de la lettre destinée aux habitants du Québec est présentée au Congrès le 24 octobre. Elle est débattue et renvoyée au comité. Le 26, une autre ébauche est présentée, débattue, amendée et adoptée. Les délégués adoptent une résolution enjoignant au président du Congrès de signer la lettre et confient la traduction de la Letter to the Inhabitants of the Province of Quebec à la délégation de la Pennsylvanie. La lettre est traduite par Pierre Eugène du Simitière, puis imprimée à 2000 exemplaires sous la forme d'une brochure de 18 pages par Fleury Mesplet. Diverses traductions françaises manuscrites réalisées indépendamment à partir de la lettre originale circuleront également au Québec, arrivant peut-être même avant la traduction « officielle »
Dans la lettre, les délégués du premier Congrès continental informent les Canadiens de la nature de cinq droits importants protégés par la constitution britannique ; droits qui ne sont toujours pas en vigueur dans la province de Québec plus d'une décennie après la signature du Traité de paix de 1763 qui mit fin à la guerre de Sept Ans et eut pour conséquence de faire de tous les sujets français du Canada des sujets britanniques jouissant théoriquement des mêmes droits que tous les autres sujets de l'Empire.
Les cinq droits évoqués dans la lettre ont trait au gouvernement représentatif, au procès devant jury, à l'habeas corpus, à la propriété terrienne et à la liberté de la presse. Le texte cite un passage de Des délits et des peines de Cesare Beccaria et de multiples extraits de De l'esprit des lois de Montesquieu.
Les délégués invitent les habitants de la province à constituer eux-mêmes le corps de représentants que l'Acte de Québec ne leur a pas fourni et à choisir des délégués parmi ce corps qui seront députés afin de représenter la colonie lors du prochain congrès prévu pour le 10 mai 1775.
Le contenu de la lettre est attribué à John Dickinson en raison d'un brouillon de sa main très proche de la lettre finale. L'historien québécois Marcel Trudel croit que cette lettre a fait office de « cours sur le gouvernement démocratique », alors que, pour Gustave Lanctôt, la lettre a « introduit chez [les habitants] la notion de la liberté personnelle et de l'égalité politique » et constitué leur « premier alphabet politique » et leur « première leçon de droit constitutionnel ».

## Seconde lettre
Lorsque le second Congrès continental se réunit le 10 mai 1775, les miliciens des colonies viennent de repousser une importante partie de la force militaire britannique au cours de la Bataille de Lexington et Concord le 19 avril. Le conflit armé est déjà enclenché et le Congrès prendra bientôt la décision de déclarer l'indépendance des Treize colonies.
Le 26 mai 1775, les délégués du Congrès adoptent une résolution en faveur d'une seconde adresse aux habitants de la province de Québec. Le comité de rédaction se compose cette fois de John Jay, de Silas Deane et de Samuel Adams ; le dernier ayant déjà rédigé une lettre aux Canadiens au nom du comité de correspondance de Boston. La lettre finale est adoptée le 29 mai.
La Lettre adressée aux habitants opprimés de la province de Québec est signée par le président John Hancock. La traduction est encore une fois celle de Pierre Eugène du Simitière et 1000 copies sortent des presses de Fleury Mesplet. Le contenu de la lettre est attribué à John Jay.
Dans cette deuxième lettre, le Congrès déplore encore la forme de gouvernement de la province de Québec qu'il compare à une « tyrannie » sous laquelle « vous, vos femmes et vos enfants sont faits esclaves ». Le Congrès croit que la liberté religieuse promise aux Canadiens n'est pas garantie, car elle « dépend d'un corps législatif auquel vous n'avez aucune part, et sur lequel vous n'avez point d'autorité ».
Au moment d'écrire la lettre, le Congrès était déjà informé des actions entreprises par le gouvernement britannique à Québec afin d'armer les hommes du pays pour qu'ils se portent à la défense de leur nouveau roi. La lettre avertit les Canadiens du danger qu'ils courent de devoir se battre contre des soldats français si la France en venait à soutenir le colonies américaines contre l'Angleterre ; ce qui arriva. Bien que les délégués insistent à nouveau pour se déclarer les amis des habitants de la province, ils les avertissent aussi de ne pas faire l'erreur de les « réduire à la triste nécessité de [les] traiter en ennemis. »

## Troisième lettre
Le 23 janvier 1776, le Congrès adopte une résolution en faveur d'une troisième lettre aux habitants du Québec que rédigent les membres d'un comité composé de William Livingston, de Thomas Lynch Junior et de James Wilson. La lettre est adoptée le jour suivant.
Dans la troisième lettre signée par John Hancock, le congrès remercie la population des services qu'elle a rendu et l'assure que des troupes supplémentaires sont en route afin de la protéger. Les délégués des Treize colonies invitent encore une fois le peuple à élire des représentants parmi lesquels des délégués seraient choisis afin de représenter la province au sein du Congrès. La traduction française est imprimée par Fleury Mesplet, toutefois il n'est pas possible de déterminer avec certitude quel membre du comité en est l'auteur et si du Simitière en a fait la traduction.

## Conclusion
L'armée du Congrès continental occupe la région de Montréal durant environ six mois, de la prise de Montréal sans aucune résistance en novembre 1775 à la retraite définitive des troupes en juin 1776, à la suite de l'échec de la prise de Québec. Durant cet intervalle, le Congrès forme deux régiments de volontaires canadiens : le 1er régiment canadien de James Livingston et le 2e régiment canadien de Moses Hazen.
Peu de temps après le départ des Américains, l'armée britannique reprend Montréal et la gardera de façon définitive par la suite.